# آنتونی آمالراج
آنتونی آمالراج (انگلیسی: Anthony Amalraj؛ زادهٔ ۲۴ ژانویهٔ ۱۹۸۶) یک بازیکن تنیس روی میز اهل هند است. 
وی در مسابقات کشوری و بین‌المللی در مجموع برنده ۱ مدال نقره شده‌است.